# Knappe Elsje
Knappe Elsje of Pientere Elsje is een sprookje uit Kinder- und Hausmärchen, de verzameling van de gebroeders Grimm, met als nummer KHM34. De oorspronkelijke naam is Die kluge Else.

## Het verhaal
Vader en moeder willen dat knappe Elsje gaat trouwen en er komt iemand van verre oorden om haar hand te vragen. Zijn naam is Hans, maar hij wil alleen trouwen als Elsje echt slim is. Na het eten moet Elsje bier uit de kelder halen en ze klappert onderweg vrolijk met het deksel van de kruik. Ze zet een krukje voor het vat en terwijl ze zit te wachten, ziet ze een kruisbeitel die de metselaar per ongeluk heeft laten zitten. Ze begint te huilen en beseft dat als Hans en zij een kind zouden krijgen, dit misschien de dood zal vinden als het bier zal tappen in de kelder. Het dienstmeisje wordt naar beneden gestuurd om te kijken waar Elsje blijft en hoort het verhaal, ook zij begint te huilen.
Ook de knecht wordt naar de kelder gestuurd en ook hij hoort het verhaal, waarna hij ook begint te huilen. Elsje's vader stuurt moeder naar de kelder en ook zij huilt al snel met de anderen mee. Vader gaat dan zelf naar beneden en ziet iedereen huilen, hij hoort het verhaal en begint zelf ook te huilen. Hans gaat na een tijdje zelf naar beneden en ziet het vijftal huilen. Hij hoort de reden en hij vindt haar pienter genoeg. Hij pakt Elsje's en viert boven bruiloft met haar. Op een dag gaat Hans werken en Elsje moet koren maaien voor het brood. Ze kookt wat moes en neemt dit mee naar het veld.
Elsje eet eerst en gaat dan slapen. Hans is al thuis en vraagt zich af waar zijn vrouw blijft. Hij ziet Elsje slapen in het koren en hij haalt een vogelnet met een belletje uit het huis. Hij hangt het net om Elsje heen en rent naar huis, waarna hij de deur op slot doet en aan het weefgetouw gaat werken. Het is al donker als Elsje wakker wordt en ze hoort gerammel en het belletje bij elke stap die ze zet. Ze vraagt zich af of ze wel pientere Elsje is en gaat naar huis. Ze vraagt Hans of Elsje thuis is en hij antwoordt ja. Niemand anders doet open, omdat ze de belletjes horen. Ze rent het dorp uit en niemand heeft haar ooit weer gezien.

## Achtergronden bij het verhaal
- Het sprookje komt uit Zwehrn uit Nederhessen.
- Vergelijk Slimme Grietje (KHM77) en De verstandige lieden (KHM104).
- Hans is een veelvoorkomende naam in sprookjes, vaak werd een algemeen voorkomende naam gebruikt. Denk bijvoorbeeld aan het sprookje Hans en Grietje (KHM15), maar Kinder- und Hausmärchen bevat nog vele andere sprookjes met de naam Hans.
- In dit sprookje wordt domheid besproken, zie ook Slimme Hans (KHM32), Frieder en Katherliesje (KHM59), De verstandige lieden (KHM104), Op reis gaan (KHM143) en De schrandere knecht (KHM162).
- In veel sprookjes trekt de domoor juist aan het langste eind omdat hij andere kwaliteiten heeft, zie Sprookje van iemand die erop uittrok om te leren griezelen (KHM4), Het zingende botje (KHM28), De drie talen (KHM33), De bijenkoningin (KHM62), De drie veren (KHM63), Gelukkige Hans (KHM83), Het aardmanneke (KHM91), De arme molenaarsknecht en het katje (KHM106) en Vogel Grijp (KHM165). De domoor is vaak de derde zoon en heet vaak Hans (denk aan de uitdrukking "zit niet zo te hannessen"). In Russische sprookjes heet hij Iwan. In het heden past hij niet, maar hij zal slagen in de toekomst.